# バレーボールペルー女子代表
バレーボールペルー女子代表（バレーボールペルーじょしだいひょう）は、バレーボールの国際大会で編成されるペルーの女子バレーボールナショナルチームである。
1955年に国際バレーボール連盟へ加盟。

## 歴史
南米選手権での優勝回数はブラジルにひけをとらない。しかし近年はブラジルに押されている傾向が強い。
1960年代に加藤明が監督に就任して以来力を付け、1980年代に最も強さを見せた。1982年の世界選手権で準優勝すると1986年の世界選手権でも3位に入った。そして1988年にはソウルオリンピックで銀メダルを獲得した。
だが、1990年代に入ると徐々にブラジルが南米チャンピオンを不動のものにしてくると、国際舞台での成績が後退してくる。2000年のシドニー五輪を最後に世界三大大会に不参加となった。2006年の世界選手権に出場し、予選ラウンド敗退ながらも同大会銅メダルのセルビア・モンテネグロ（当時）や強豪のキューバ、トルコらとフルセットで接戦を演じるなど復活をアピールした。2007年の南米選手権では決勝でブラジルに敗れるも、準優勝でワールドカップ出場を決めた。しかし、同年末に地元のペルーで開催された北京五輪南米予選でベネズエラに2-3で敗戦を喫し、3大会ぶりの五輪出場はならなかった。
2009年、南米選手権でアルゼンチンの復活などもあり、銅メダルと一歩後退するも、来年に日本で開催される世界選手権の出場権を獲得した。2010年、パン・アメリカンカップでキューバに次ぐ準優勝を果たし、1994年以来となるワールドグランプリの出場を決めた。同年10-11月の世界選手権で1次ラウンドで2勝3敗で4位通過した。2次ラウンドでは勝ち星を挙げることができず、15位タイで大会を終えた。
2011年、モントルーバレーマスターズに初出場した。同年のワールドグランプリにも1994年以来の出場を果たすが、勝ち星を得られず最下位に終わった。9月の南米選手権は3位でメダルは死守したがワールドカップ出場を逃した。
2012年、世界最終予選にケニアの出場辞退により参加したが、4大会ぶりの五輪出場はならなかった。

## 過去の成績

### オリンピックの成績
| - 1964年 - 不出場 - 1968年 - 4位 - 1972年 - 不出場 - 1976年 - 7位 - 1980年 - 6位 - 1984年 - 4位 | - 1988年 - 銀メダル - 1992年 - 最終予選敗退 - 1996年 - 11位 - 2000年 - 11位 - 2004年 - 南米予選敗退 - 2008年 - 南米予選敗退 | - 2012年 - 最終予選敗退 - 2016年 - 最終予選敗退 |

### 世界選手権の成績
| - 1952年 - 不参加 - 1956年 - 不出場 - 1960年 - 7位 - 1962年 - 不出場 - 1967年 - 4位 - 1970年 - 15位 | - 1974年 - 8位 - 1978年 - 10位 - 1982年 - 銀メダル - 1986年 - 銅メダル - 1990年 - 6位 - 1994年 - 13位 | - 1998年 - 9位 - 2002年 - 南米予選敗退 - 2006年 - 17位 - 2010年 - 15位 - 2014年 - 南米予選敗退 |

### ワールドカップの成績
| - 1973年 - 4位 - 1977年 - 5位 - 1985年 - 5位 - 1989年 - 5位 - 1991年 - 5位 - 1995年 - 10位 | - 1999年 - 10位 - 2007年 - 11位 - 2011年 - 不出場 - 2015年 - 11位 |  |

### 南米選手権の成績
| - 1951年 - 3位 - 1956年 - 3位 - 1958年 - 準優勝 - 1961年 - 準優勝 - 1962年 - 準優勝 - 1964年 - 優勝 - 1967年 - 優勝 - 1969年 - 準優勝 - 1971年 - 優勝 - 1973年 - 優勝 | - 1975年 - 優勝 - 1977年 - 優勝 - 1979年 - 優勝 - 1981年 - 準優勝 - 1983年 - 優勝 - 1985年 - 優勝 - 1987年 - 優勝 - 1989年 - 優勝 - 1991年 - 準優勝 - 1993年 - 優勝 | - 1995年 - 準優勝 - 1997年 - 準優勝 - 1999年 - 3位 - 2003年 - 3位 - 2005年 - 準優勝 - 2007年 - 準優勝 - 2009年 - 3位 - 2011年 - 3位 - 2013年 - 3位 |  |

## 現在の代表
2016年リオデジャネイロオリンピックのバレーボール競技・女子世界最終予選兼アジア予選に登録されたメンバー
| 監督 | マウロ・マラシウロ       | マウロ・マラシウロ | マウロ・マラシウロ | マウロ・マラシウロ             | マウロ・マラシウロ | マウロ・マラシウロ |
| No.  | 選手名                   | シャツネーム       | 身長               | 所属                           | P                  | 備考               |
| 1    | ディアナ・デラペーニャ   | De La Peña         | 187                | Club Deportivo Geminis         | MB                 |                    |
| 2    | ミルタ・ウリベ           | Uribe              | 182                | Club Deportivo Jaamsa          | MB                 | 主将               |
| 3    | カルラ・ルエダ           | Rueda              | 184                | Club Deportivo Géminis         | WS                 |                    |
| 4    | アレクサンドラ・マカド   | Machado            | 178                | Club Regatas Lima              |                    |                    |
| 5    | バネッサ・パラシオス     | Palacios           | 167                | Club Univ. Cesar Vallejo       | L                  |                    |
| 6    | アレクサンドラ・ムニョス | Muñoz              | 177                | Club Deportivo Geminis         | S                  |                    |
| 7    | スサン・エゴアビル       | Egoavil            | 162                | Club Sporting Cristal          | L                  |                    |
| 8    | マギラウラ・フリアス     | Frias              | 180                | Club Univ. San Martin De Porre | OP                 |                    |
| 9    | カテリネ・レハラド       | Regalado           | 190                | Club Alianza Lima              | OP                 |                    |
| 10   | カテリネ・オレマル       | Olemar             | 174                | Club Sporting Cristal          | WS                 |                    |
| 11   | クラリベト・イエスカス   | Yllescas           | 183                | Club Univ. Cesar Vallejo       | MB                 |                    |
| 12   | アンヘラ・レイバ         | Leyva              | 180                | U. San Martín de Porres        | WS                 |                    |
| 13   | シアマラ・アルメイダ     | Almeida            | 172                | Club Sporting Cristal          | S                  |                    |
| 14   | アンドレア・ウルティア   | Urrutia            | 183                | Club Univ. San Martin de Porre | MB                 |                    |
| 15   | ヒラリー・パルマ         | Palma              | 169                | Club Sporting Cristal          | WS                 |                    |
| 16   | ナタリー・サンドバル     | Sandoval           | 178                | Club Deportivo Géminis         |                    |                    |
| 17   | ディアナ・マガジャネス   | Magallanes         | 181                | Club Sporting Cristal          | S                  |                    |
| 18   | コライマ・ゴメス         | Gomez              | 177                | Club Alianza Lima              | WS                 |                    |
| 19   | エスメラルダ・サンチェス | Sanchez            | 162                | Club Alianza Lima              |                    |                    |
| 20   | ミリアム・パティーニョ   | Patiño             | 167                | Club Regatas Lima              |                    |                    |

## 歴代代表選手
★マークはバレーボール殿堂入りのプレーヤー。
- セシリア・タイト★
- ガブリエラ・ペレス★
- エレナ・ケルディベコバ
- バネッサ・パラシオス
- ミラグロス・モイ